# 능변
능변(能辯), 달변(達辯), 웅변(雄辯)은 청중을 설득하는 유창하고 우아하며 설득력 있고 강력한 연설이다. 능변은 타고난 재능이자 언어에 대한 지식, 다루어야 할 특정 주제에 대한 연구, 철학, 근거 및 표현 내에서 설득력 있는 일련의 교리를 형성하는 능력을 통해 향상된다.
올리버 골드스미스(Oliver Goldsmith)는 "진정한 능변은 ... 숭고한 문체로 위대한 말을 하는 것이 아니라 단순한 문체로 이루어지는 것이다. 제대로 말하면 숭고한 문체 같은 것은 없고, 숭고함은 오직 그리고 그렇지 않은 경우에는 언어가 부풀어오르고, 영향을 받고, 은유적일 수 있지만 영향을 미치지는 않는다."라고 말한다.

## 같이 보기
- 웅변가
- 연설
- 수사학